# Ducatul Württemberg
Ducatul Württemberg între Evul Mediu și Epoca Modernă a fost un ducat al Germaniei. Acesta a fost format de comitatul omonim cu centrul în Württemberg, care a fost ridicat la rang de ducat cu diplomă imperială la 21 iunie 1495, mai târziu, la 1 ianuarie 1806, a fost ridicat la rangul de regat cu denumirea Regatul Württemberg.
Teritoriul ducatului se întinde între statele istorice Bavaria și Baden. Unele teritorii, mai mult sau mai puțin mari și importante, i-au fost anexate treptat, precum județul Montbéliard, un mic stat protestant din Burgundia (astăzi Franța).

## Istorie
La 21 iunie 1495, într-o dietă ținută la Worms, împăratul Maximilian I a ridicat Württembergul la rangul de ducat. După înăsprirea impozitelor a avut loc, în 1514, o insurecție țărănească care a fost reprimată în sânge de ducele Ulrich. După ce a atacat orașul liber Reutlingen în 1519, a fost alungat din Württemberg de trupele alianței șvabe conduse de Georg, Truchsess von Waldburg⁠(en)[traduceți] (poreclit Bauern-Jörg, adică „Gheorghe al țăranilor” ). Abia în 1534 , cu ajutorul landgrafului din Hessa, Filip I a reușit să intre din nou în ducat. Odată cu întoarcerea sa, el a introdus reforma protestantă în Württemberg, numindu-i pe reformatori Ambrosius Blarer, Erhard Schnepf și Johann Brenz. Inițial reforma din Württemberg a fost căutarea unei medieri între orientarea zwingliană și luterană, dar odată cu eliminarea lui Blarer, care a avut loc în 1538, a fost pregătită calea pentru o reformă de tip luteran, care a fost însoțită de secularizarea averilor bisericești.
După ce fiul ducelui Christoph, ducele Ludwig (1568-1593) a murit fără copii, domnia a trecut la Frederic I (1593-1608), din linia dinastică Württemberg-Mömpelgard. Politica sa vizează restabilirea privilegiilor Ehrbarkeit și întărirea nobilimii. Această poziție politică și deciziile cu privire la economia mercantilistă arată clar cum Frederic I a fost un exponent al absolutismului anterior. În timpul domniei sale au fost ridicate numeroase clădiri în stil renascentist, după proiecte ale arhitectul Heinrich Schickhardt⁠(de)[traduceți]

## Războiul de 30 de ani și reducere
În Războiul de 30 de ani ( 1618 - 1648 ) Württemberg a fost unul dintre teritoriile cele mai implicate în conflict: din 1628 țara a rămas mai mult sau mai puțin continuu sub controlul trupelor străine. Odată cu Edictul de restituire a împăratului Ferdinand al II-lea , Württemberg a pierdut aproximativ o treime din teritoriul său. După bătălia de la Nördlingen din 1634 , în care armata Württemberg a luptat de partea Suediei mai slabe, țara a fost supusă jafurilor și incendiilor, iar ducele Eberard III ( 1628 - 1674 ) a trebuit să fugă în exil la Strasbourg . În perioada care a urmat, țara a suferit de sărăcie, foamete și chiar ciuma, care în 1637 a depopulat-o (de la aproximativ 350.000 de locuitori în 1618, populația a scăzut la puțin peste 120.000).

## Pacea din Westfalia și renașterea
Odată cu pacea din Westfalia din 1648 , în care plenipotențiarul din Württemberg Johan Konrad Varnbüler a negociat restaurarea teritorială a granițelor anterioare, au început lucrările de reconstrucție a structurilor administrative și economice ale ducatului. Acest lucru a readus repede țara la nivelul dinaintea războiului, dar a întărit din nou Ehrbarkeit . La sfârșitul secolului al XVII-lea, Württemberg a fost implicat în confruntarea militară dintre Germania și Franța, războiul de succesiune al Palatinat , al cincilea război austro-turc și războiul succesiunii spaniole . Partea de vest a fost devastată de armata prădătoare a generalului francez Ezekiel din Mélac (cu acea ocazie, în 1692 , mănăstirea și castelul de la Hirsau au fost distruse). Domnia ducelui Eberardo Ludovico , al cărui tată a murit la doar nouă luni de la naștere ( 1677 ), a fost în contrast puternic și, în același timp, terenul culturii, pentru sursa pietismului din Württemberg. În acest sens, rețineți construcția somptuoasă a castelului Ludwigsburg , începută în 1704 , unde Eberardo Ludovico s-a mutat împreună cu amanta sa Wilhelmina din Grävenitz, în timp ce soția sa a rămas la Stuttgart. În 1724 capitala Württemberg a fost mutată la Ludwigsburg. Succesorul său a fost Karl Alexander, o rudă a liniei laterale Württemberg-Winnental, care s-a convertit la catolicism. Karl Alexander intrase deja în serviciul militar al împăratului la vârsta de doisprezece ani, la treizeci și trei de ani era deja mareșal general și în lunga perioadă de serviciu dobândise un stil de viață curte destul de scump folosind ca consultant pentru nevoile sale financiare un Evreu pe nume Giuseppe Süß Oppenheimer, pe care l-a numit consilier financiar al ducatului cu puteri extinse în domeniile politicii economice și financiare. La moartea subită a lui Karl Alexander, care a avut loc la 12 martie 1737, Oppenheimer, numit cu dispreț „evreul Süß”, a fost arestat sub acuzația de corupție, delapidare, conduită imorală (având relații sexuale cu un creștin) și, după o proces care a durat aproape un an, condamnat și executat.

## Domnia lui Karl Eugen
Karl Alexander a fost urmat de fiul său Kar Eugen care, totuși, nu și-a putut asuma imediat puterea, tocmai împlinind nouă ani. Crescut la Bruxelles, a fost educat din 1741 până la începutul domniei sale ( 1744 ) la curtea lui Frederic cel Mare al Prusiei, la Potsdam și Berlin . Din 1744 până în 1770 Carlo Eugenio a fost un domn absolutist și despotic, care nu a tolerat nici cea mai mică diferență de opinii sau, mai rău, opoziție. În războiul de șapte ani s- a aliat cu Imperiul austriac împotriva Prusiei . Eșecul politicii externe care a apărut la sfârșitul războiului în 1763 și, prin urmare, consolidarea internă consecventă a Ehrbarkeit , precum și prăbușirea financiară datorată somptuosului stil de guvernare, l-au obligat pe Carlo Eugenio la o schimbare de mentalitate. Cu ocazia împlinirii a cincizeci de ani, a anunțat el însuși schimbarea.
Reînarmarea armatei, precauția în politica externă și revizuirea cheltuielilor statului pe de o parte și promovarea sistemului educațional și a culturii pe de altă parte, au fost pilonii celei de-a doua părți a domniei sale până la moartea sa în 1793 . Oamenii au atribuit această schimbare încă veneratei a doua soții, Frances de Hohenheim, cu care s-a căsătorit morganatic.
La moartea sa, i-au succedat cei doi frați, Ludovico Eugenio , ( 1793 - 1795 ) și Federico Eugenio , ( 1795 - 1797 ), care au domnit doi ani fiecare. La moartea celui de-al doilea, fiul său Frederic al II-lea ( 1754 - 1806 ) a preluat conducerea și a devenit rege cu numele de Frederic I, rege al Württembergului în 1806 .

## Epoca napoleonică și Regatul Württemberg
În 1800 Württemberg a fost ocupat de trupele franceze ale lui Napoleon Bonaparte și ducele a fost obligat să se alieze cu Franța, în timp ce Napoleon a degradat statul și a demontat puternicele cetăți din Singen (1521), din Hohentwiel și în 1802 pe cea din Hohenneuffen. Prin Tratatul de la Paris din 20 mai 1802, care a consolidat definitiv anexarea la Franța a teritoriilor de pe malul stâng al Rinului ocupate în 1793, Württemberg a fost despăgubit prin secularizarea unor teritorii care beneficiau de nemijlocire imperială. Astfel Württemberg a pierdut Montbéliard și alte feude în Alsacia (Horburg și domnia Riquewihr / Reichenweier, 1324). În schimb mai multe mici state germane de pe malul drept al Rinului au fost dizolvate și unele din ele au fost atribuite Ducatului Württemberg, între 1803 și 1806: orașele imperiale șvabe Memmingen, Biberach, Heilbronn, Ravensburg, Buchhorn-Friedrichshafen, Esslingen, Rottweil, Gmünd, Reutlingen și abațiile princiare din Ellwangen (Jagst), Weiss etc., ținuturile habsburgice Ehingen, Tuttlingen, Rottenburg etc. În mai 1803 Württemberg a devenit sediul unui principat electoral și s-a lărgit semnificativ. Noile teritorii au fost imediat încorporate în „Noul Württemberg”. În urma acordurilor încheiate în 1805 cu Napoleon, în 1806 noul electorat, cu suprimarea imperiului, a fost ridicat la rang de regat sub influență franceză.

## Notă
^ Satira populară a lovit apoi noua capitală numind-o Lumpenburg (= orașul zdrențelor).
^ În cursul procesului, toată invidia și ura, până acum reprimate, de către clasele superioare, toate credințele evanghelice, au fost dezlănțuite împotriva lui Oppenheimer și a regretatului duce catolic, iar procesul însuși a luat un puternic caracter antisemit.
Figura lui Joseph Süß a fost adusă pe ecran, la propunerea lui Goebbels , de regizorul Veit Harlan în 1940 . A fost un film de propagandă antisemită violent, intitulat Jud Süß (Evreul Süß), în care finanțatorul este chiar prezentat ca un violator, condamnat la spânzurătoare prin aclamarea populară. Directorul Harlan a fost judecat după război pentru „crime împotriva umanității”, dar a fost achitat din lipsă de probe. S-a apărat susținând că a fost practic obligat de Goebbels să filmeze filmul.